# Estadio Héctor Odicino-Pedro Benoza
El Héctor Odicino-Pedro Benoza, conocido como El Coliseo, es el estadio de fútbol del Club Sportivo Estudiantes. Está ubicado en la ciudad de San Luis, Argentina. Es el segundo de la provincia, después del estadio Provincial Juan Gilberto Funes. 
Luego de su ascenso a la Primera B Nacional en 2015, Sportivo Estudiantes jugó sus partidos de local en ese estadio, debido a que El Coliseo no contaba con la imposición reglamentaria que requiere la categorìa. Una vez reacondicionado, el club retornó a su estadio en la temporada 2016.

## Comienzos
El estadio Héctor Odicino-Pedro Benoza popularmente conocido como el Coliseo, fue donado por el Gobierno de la Provincia en 1952 mediante ley de la legislatura por la activa intervención de en aquel entonces diputado Don Alberto Lavandeira. Gestores de dicha donación, fue también el señor Carlos Crespo, entonces presidente, habiendo también aportado don Tito Zupo que fue dirigente albiverde.

## Historia
En julio de 1955 se ampliaron las plateas que se inauguró oficialmente el 21 de septiembre de 1958 cuando Estudiantes venció 4-3 a Universitario en el campeonato local. el 17 de febrero de 1967, Estudiantes concreto por ese entonces las modernas torres de iluminación del estadio, el partido inaugural se disputó entre las primeras divisiones de Estudiantes y Rosario Central, el resultado del encuentro fue un 3 a 1 a favor de los Albiverde.
Cabe destacar que fue el primer estadio con iluminación y habilitado por el Consejo Federal de la asociación del Fútbol Argentino, en la provincia de San Luis y el tercero de estas características en el país.
En 1973 durante su participación en el Torneo Regional, Estudiantes inauguró las cabinas de transmisión en lo alto de la tribuna oficial, vestuario visitante, vestuario de árbitros y el túnel de salida a la cancha desde los vestuarios. 
En agosto de 1995 se decidió poner al estadio el nombre de "Pedro Benoza" en honor de uno de los dirigentes que más trabajó en su construcción.
En el año 2000, bajo la presidencia de Alfredo Molina, se adquirieron 210 plateas que pasaron a reemplazar las antiguas butacas del sector oficial, se colocó un nuevo portón de entrada en el ingreso a las instalaciones del club además de una lona protectora en la boca de entrada y salida al campo de juego, nuevos parapelotas detrás de los arcos y nuevos bancos de suplentes.

## Instalaciones

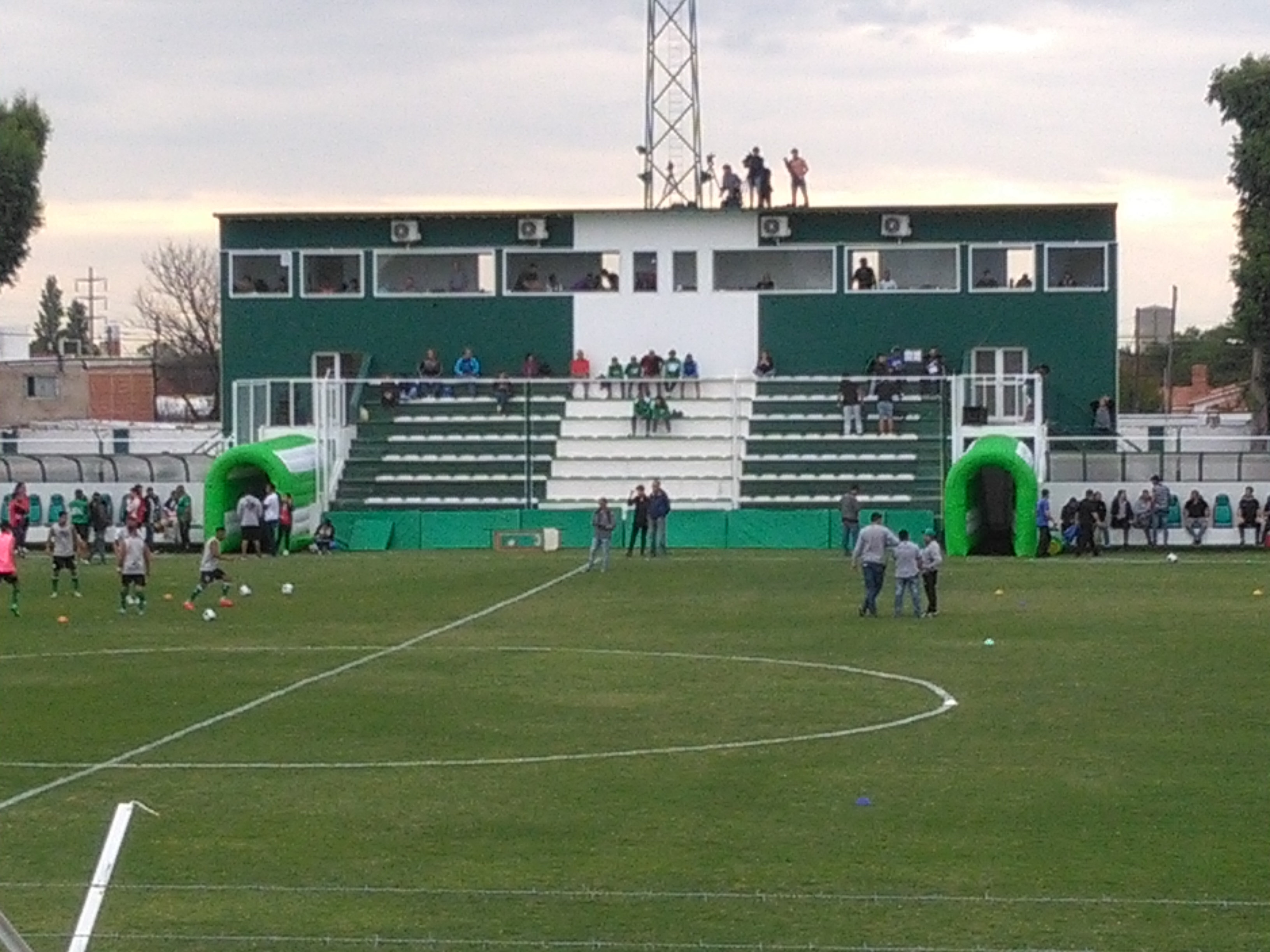
Platea alta y cabinas de transmisión del estadio El coliseo.

Dentro de las instalaciones del mismo se puede contabilizar: cinco vestuarios, con todos los servicios, como así también una sala antidopaje, una secretaria institucional, sistema de iluminación, que permite la televisación en horarios nocturnos, cabe destacar que el sistema está compuesto por seis torres de iluminación, cinco reflectores de alta potencia por torre y su correspondiente grupo electrógeno.
La capacidad del estadio es de 13.000 espectadores, y se divide en tres sectores populares (Sur, Norte y Este), el sector de plateas bajas y altas (Oeste), que además cuenta con cuatro cabinas de transmisión destinadas a los medios de prensa, ya sea televisivos y radiofónicos.

##### Remodelaciones
El día 4 de abril de 2017 iniciaron las obras de construcción de un polideportivo techado, dos canchas fútbol 5 de césped sintético, luminaria interna y externa, nuevas cabinas de transmisión (tv, radio y medios gráficos) nuevos baños, nuevos accesos a tribuna, edificación de sede social y fachada externa, para poner en funcionamiento la Escuela Generativa y demás deportes. La obra cuenta con una inversión de $25.079.913,71 (peso argentino), a través de un plan social llamado "amando San Luis, amando mi club" por parte de la Secretaria de deportes del gobierno de San Luis (el plan alcanza a más de 100 clubes de la provincia).

## Origen del apodo
El apodo de El Coliseo se instaló en el transcurso de récord de partidos invictos que consiguió el club en los años 1966, 1967 y 1968, donde el equipo era invencible en la liga local como ante amistosos con rivales de trascendencia internacional, ratificándose en cada partido y en especial las finales del torneo regional 1982, 1983 y en los cuartos de final ante Aldosivi en el año 1990.

## Distribución
Las 13 000 localidades se distribuyen de la siguiente manera.
- Platea alta: 500 espectadores.
- Platea baja: 1500 espectadores
- Popular sur: 4000 espectadores
- Popular norte: 4500 espectadores
- Popular este: 2500 espectadores

## Ubicación
Se encuentra ubicado en las calles Aristóbulo del Valle y Estado de Israel.